# 기타우테쓰촌
기타우테쓰촌(北内越村)은 아키타현 유리군에 있던 촌이다. 현재의 유리혼조시 중부, 국도 105호 연선에 해당한다.

## 역사
- 1889년 4월 1일 - 정촌제 시행에 의해 5촌의 구역으로 성립하였다.
- 1954년 3월 31일 - 혼조정에 편입되었고, 동일 기타우테쓰촌은 폐지되었다. 혼조정은 편입과 동시에 혼조시가 되었다.

## 교통

### 철도
촌역을 우에쓰 본선이 통과하지만 역은 소재하지 않았다.

### 도로
현재는 구 촌역을 동해 도호쿠 자동차도가 통과하지만, 당시는 미개통이였다.